# Senka Župan
Senka Župan (Zadar, 7. prosinca 1966.) je hrvatska pjesnikinja i spisateljica. Po struci je učiteljica u razrednoj nastavi.

## Životopis
Rodila se je u Zadru 1966. godine. Osnovnu i srednju školu završila je u Zadru. Nakon toga upisala je studij za učiteljicu na Filozofskom fakultetu u Zadru, gdje je stekla zvanje učiteljica u razrednoj nastavi. 

## Članstvo u udrugama
- članicom je Udruge za kulturnu i prirodnu baštinu, i zaštitu ljudskog dostojanstva «Hrvatska sloga diljem svijeta», Zadar – voditelj književnih večeri u Klubu Udruge 

- počasna je članica HKD Napredak, Crna Gora, od 1998. godine, radi doprinosa u promicanju i humanitarnoj pomoći Hrvatima u CG

- članica je Matice hrvatske od 1998. godine

- članica je ZAMP-a

## Radovi
-	putopisi u Boku kotorsku, podlistak,u 3 nastavka Večernji list, 1999.

-	Reportaže za Večernji list sa susreta znanstvenika u Kotoru, 1999.;

-	Intervju s dr. Pasinovićem, s fakulteta Pomorskih znanosti, Kotor, 1999., objavljeno u Zadarskoj smotri, 1999.

-	Običaji za Badnjak ; Smilčić, Zadarska smotra, 1999.

-	Toponimi i običaji mjesta Jasenice, priče i legende, Domaća rič, 1999. 

-	Svećenici iz loze Nekić, Zadarska smotra, 1999.

-	Reportaže iz Boke kotorske, Zadarski list, 1999/ 2000.
-	Objavljena prva zbirka poezije «Čuvari sjećanja», 1999., izdanje Matica hrvatska

-	Prvotisak – pjesme u Zadarskom listu 2000., 2001., 2002., 2003.

-	Pjesme o Boki kotorskoj, zbornik nagrađenih pjesama «Susret riječi», Bedekovčina, 2004.

-	Dobitnica pjesničke nagrade «Ružica pl.Orešković» za najbolju pjesmu 1999. godine, objavljena u zbirci pjesama «Čuvari sjećanja»,Matica hrvatska, nagradu dodijelilo «Jutro poezije», Zagreb, 1999.

-	Objavljen povijesno-ljubavni roman, radnja 17,st., Perast, Boka kotorska 2003., izdanje Matice hrvatske

-	Predstavljanje pjesama na webly.org -10 autorskih pjesama, 2012. godine.

-	Zbornik pjesama autora portala «Očaravanje.com», Rijeka, 2012. objavljene četiri ljubavne pjesme

-   Poezija snova, zajednička zbirka „Valentinovo“, objavljena pjesma, 2013.

## Glazbena produkcija
-	tekstovi pjesama sakralne tematike, za klapu «Arbanasi», nastup na don Bosco festivalu u Zagrebu – 5.pjesama 

-	pjesme za klapu «Donat», objavljene na CD-u, Radio Zadar

-	pjesma za Nenu Belana & Fiumense Olujno more moje (album Oceani ljubavi), nastup na Šibenskom festivalu šansone

-	autor teksta pjesme „Zaljubljen u tvoje oči“, glazba i izvođač : Dario Štulić, 1999.

## Filmska produkcija
-	organizatorica/producentica dokumentarnog filma « Zrmanja», produkcija HRT, 1998.

-	organizatorica/producentica dokumentarnog filma «Cerovačke pećine»HRT, 1999. 

-	organizatorica produkcije dokumentarnog filma „Morske orgulje „, 2008. HRT, 

-	producentica Festivala morskih orgulja «Mitra zonata» 2007, 2008, 2009

-	menadžerica pjevačima Neno Belan&Fiumensi 2000-2001., 

-	jedna od autorica izložbe fotografija iz Boke kotorske,»Zasjet će palaci», koja je obišla Zadar, Zagreb,Pulu, Mostar, Benkovac, Šibenik

-	organizatorica izložba umjetničkih slika, književnih večeri u Klubu Hs, Zadar

-	voditeljica književnih večeri u Klubu HS – predstavljanje pjesnika – Ivan Vidović, Ante Kolanović, Senka Paleka Martinović, Ana Dobrović, Vinko Hajnc, Marija Ivoš, Udruga žene u Domovinskom ratu

## Vanjske poveznice
- Discogs Senka Župan
- Otvoren klub Hrvatske sloge